# Harterts boszanger
De Harterts boszanger (Phylloscopus goodsoni) is een zangvogel uit de familie Phylloscopidae.

## Verspreiding en leefgebied
Deze soort is endemisch in China en telt 2 ondersoorten:
- P. g. fokiensis: zuidoostelijk China.
- P. g. goodsoni: Hainan.